# Konzerthausorchester Berlin

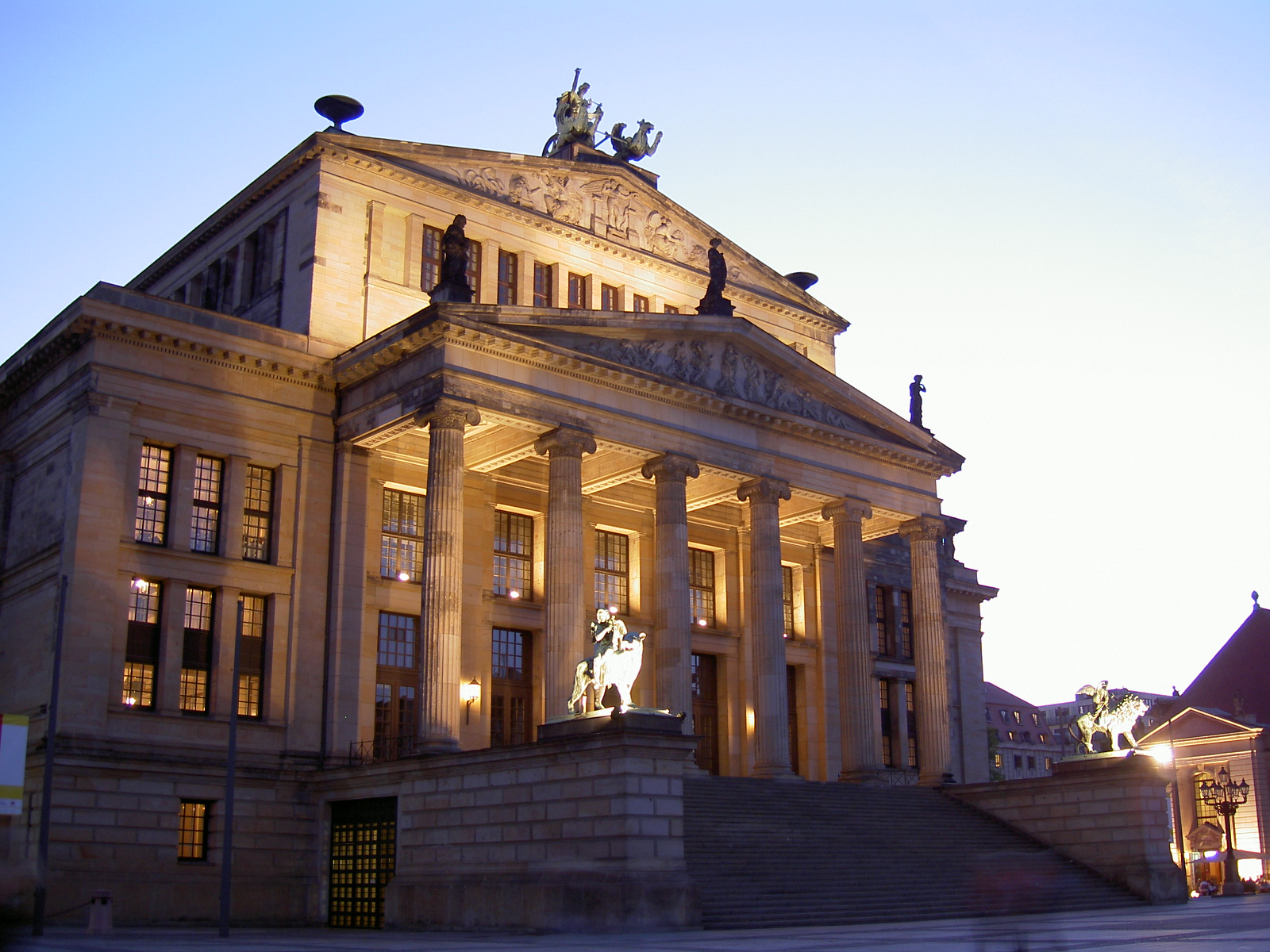
O Konzerthaus Berlin, sede oficial da orquestra.

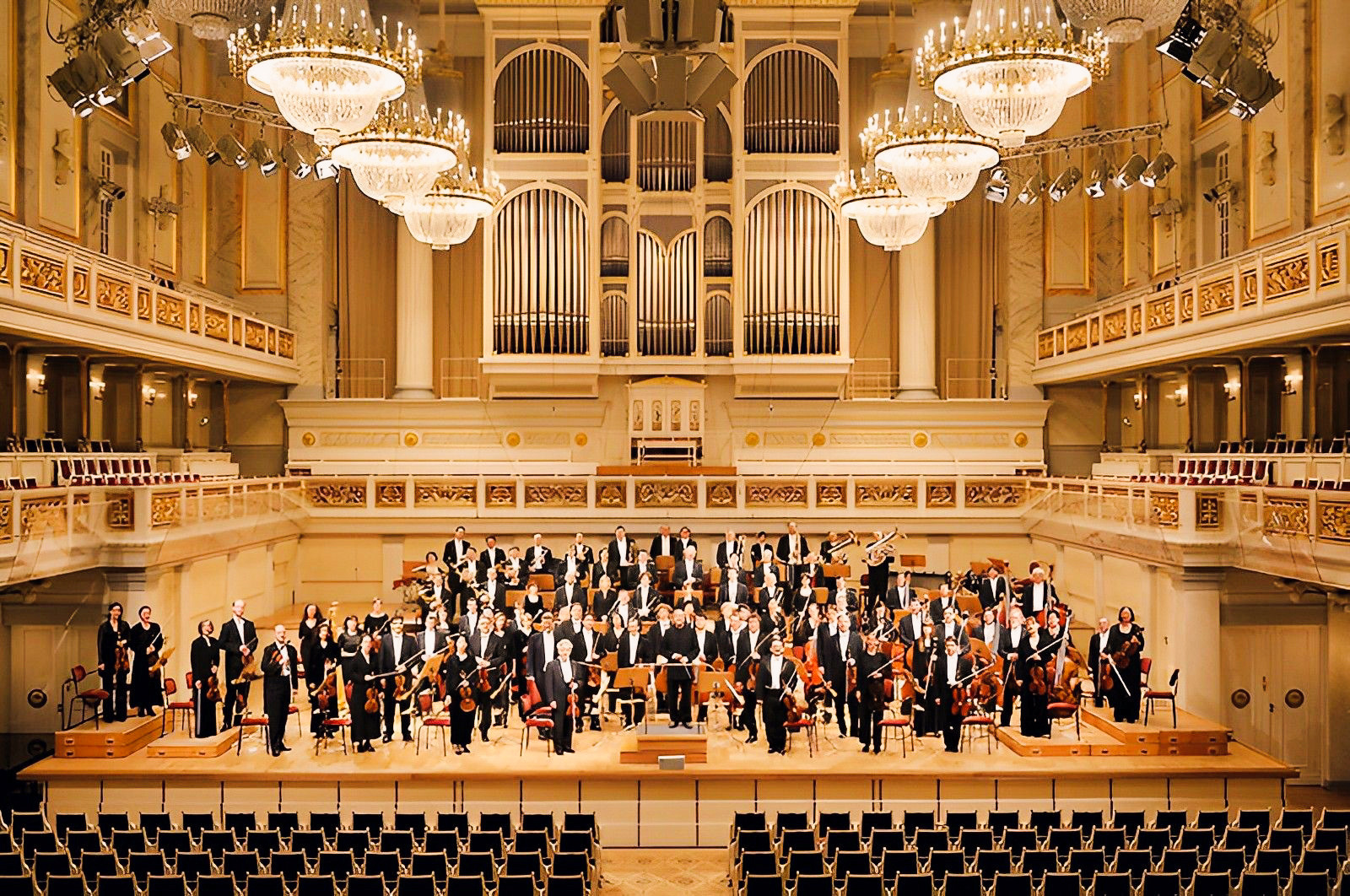
2008

A Konzerthausorchester Berlin (até 2006 conhecida como Das Berliner Sinfonie-Orchester, em alemão, ou Orquestra Sinfônica de Berlim, em português) é uma das maiores orquestras sinfônicas de Berlim. Foi fundada em 1952, na antiga Berlim Oriental.
Desde outubro de 2006, o maestro alemão Lothar Zagrosek é o regente titular da orquestra. Sua sede oficial é o Konzerthaus Berlin, edifício projetado pelo arquiteto Karl Friedrich Schinkel  que foi destruído durante a Segunda Guerra Mundial e reconstruído em 1984.

## Regentes titulares

Joana Mallwitz 2023

- Lothar Zagrosek (2006-presente)
- Eliahu Inbal (2001-2006)
- Michael Schønwandt (1992-1998)
- Claus Peter Flor (1984-1991)
- Günther Herbig (1977-1983)
- Kurt Sanderling (1960-1977)
- Hermann Hildebrandt (1952-1959)
- Kurt Sanderling (1960–1977)
- Günther Herbig (1977–1983)
- Claus Peter Flor (1984–1991)
- Michael Schønwandt (1992–1998)
- Eliahu Inbal (2001–2006)
- Lothar Zagrosek (2006–2011)
- Iván Fischer (2012–2018)
- Christoph Eschenbach (2019-2023)
- Joana Mallwitz dal 2023